# حملات 1795 في الحروب الثورية الفرنسية

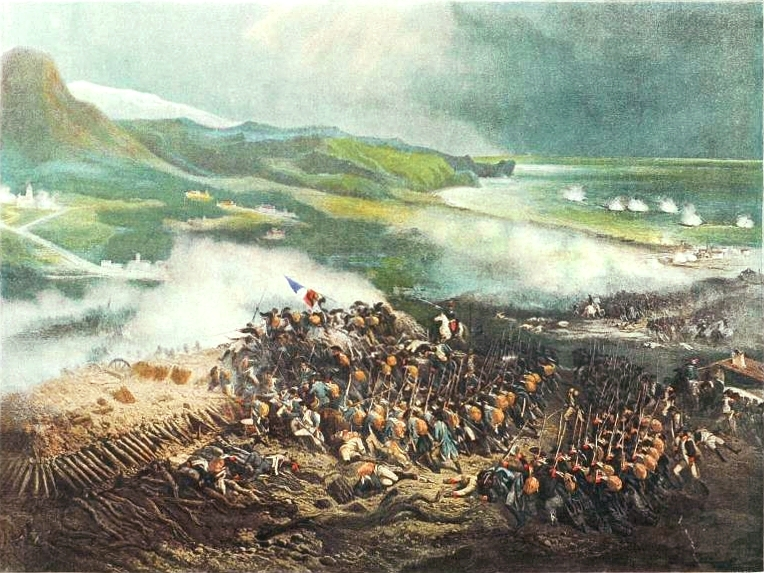

استمرت الحروب الثورية الفرنسية من عام 1794 بين فرنسا الثورية والائتلاف الأول.
افتتح العام مع القوات الفرنسية في عملية مهاجمة جمهورية هولندا في منتصف الشتاء. احتشد الشعب الهولندي للدعوة الفرنسية وبدأت الثورة الباتافية. مدينة بعد مدينة احتلها الفرنسيون. تم الإستيلاء على الأسطول الهولندي، وهرب الملازم فيليم الخامس ليحل محله الجمهورية الباتافية، التي دعمت القضية الثورية ووقعت معاهدة لاهاي في 16 مايو 1795، متخلية عن أراضي شمال برابنت وماستريخت إلى فرنسا.
مع سقوط هولندا، قررت بروسيا أيضًا مغادرة التحالف، وتوقيع سلام بازل في 6 أبريل، والتخلي عن الضفة الغربية لنهر الراين إلى فرنسا. حرر هذا بروسيا لإنهاء احتلال بولندا.
تقدم الجيش الفرنسي في إسبانيا، وتقدم في كاتالونيا أثناء أخذ بلباو وفيتوريا وسار نحو قشتالة. وبحلول 10 يوليو، قررت إسبانيا أيضًا صنع السلام، والاعتراف بالحكومة الثورية والتخلي عن أراضي سانتو دومينغو، لكنها عادت إلى حدود ما قبل الحرب في أوروبا. جعل هذا الجيوش على جبال البرانس حرة في السير شرقًا وتعزيز الجيوش على جبال الألب، والجيش المشترك اجتاح بييمونتي.
وفي الوقت نفسه، فشلت محاولة بريطانيا لتعزيز المتمردين في فونديه بهبوط القوات في كويبرون، وانتهت مؤامرة لإسقاط الحكومة الجمهورية من الداخل عندما استخدمت حامية نابليون بونابرت المدفع لإطلاق النار على هجوم الغوغاء (مما أدى إلى إنشاء حكومة المديرين الفرنسية 1795–1799).
على حدود الراين، تفاوض الجنرال Pichegru، مع الملكيين المنفيين، بخيانة جيشه وأ
تسبب في إخلاء مانهايم وفشل حصار ماينتس من قبل جوردان. كانت هذه نكسة معتدلة لموقف الفرنسيين.
في شمال إيطاليا أعطى انتصار فرنسا معركة لوانو في نوفمبر الوصول إلى شبه الجزيرة الإيطالية.